# Пупочник
Пупочник, или Омфалодес (лат. Omphalodes) — род растений семейства Бурачниковые (Boraginaceae), включающий 16 видов.
Растения этого рода широко распространены в Северном полушарии, особенно в Средиземноморье и Восточной Азии. Имеется несколько североамериканских видов.
Некоторые виды используются в декоративном садоводстве в качестве почвопокровных растений.

## Виды
По информации базы данных The Plant List, род включает 16 видов:
- Omphalodes acuminata B.L.Rob.
- Omphalodes aliena Gray ex Hemsl.
- Omphalodes brassicifolia (Lag.) Sweet
- Omphalodes cardiophylla Gray ex Hemsl.
- Omphalodes chiangii L.C.Higgins
- Omphalodes erecta I.M.Johnst.
- Omphalodes kuzinskyanae Willk.
- Omphalodes linifolia (L.) Moench — Пупочник узколистный
- Omphalodes littoralis Lehm.
- Omphalodes luciliae Boiss.
- Omphalodes mexicana S.Watson
- Omphalodes nitida Hoffmanns. & Link
- Omphalodes richardsonii G.L.Nesom
- Omphalodes rupestris Rupr. ex Boiss.
- Omphalodes scorpioides (Haenke) Schrank — Пупочник завитой, или Пупочник ползучий
- Omphalodes verna Moench — Пупочник весенний

По информации базы данных The Plant List, статус вида Пупочник каппадокийский (Omphalodes cappadocica) неопределён.